# Eukoenenia hesperia
Espèce
Synonymes
- Koenenia hesperia Remy, 1953

Eukoenenia hesperia est une espèce de palpigrades de la famille des Eukoeneniidae.

## Distribution
Cette espèce est endémique de Côte d'Ivoire. Elle se rencontre vers Zuénoula.

## Publication originale
- Remy, 1953 : Description d'un nouveau Palpigrade d'Afrique occidentale française. Bulletin du Museum National d'Histoire Naturelle, Paris, sér. 2, vol. 25, p. 86-89.